# Ioannis Capodistrias
Ioannes Antonios Capodistrias (Grieks: Κόμης Ιωάννης Καποδίστριας, Komis Ioannis Kapodistrias; Italiaans: Giovanni Antonio Capodistria of Capo d'Istria; Russisch: граф Иоанн Каподистрия) (Korfoe, 11 februari 1776 - Nauplion, 27 september 1831) was een Grieks politicus en een diplomaat in dienst van het Russische Rijk. Hij was het eerste staatshoofd van Griekenland sinds de onafhankelijkheid van het land van het Ottomaanse Rijk.

## Biografie

### Jeugd en afkomst
Hij werd geboren op het eiland Korfoe (Kerkira), dat toen deel uitmaakte van de Republiek Venetië, als zoon van graaf Antonio Capo d'Istria. Zijn familie behoorde tot de Venetiaanse adel en was afkomstig uit de havenstad Capodistria (nu Koper in Slovenië). De adellijke titel was een beloning omdat familieleden in dienst van Venetië gevochten hadden tegen de Ottomanen. Na zijn schooltijd op Korfoe vertrok hij naar Italië om er verder wijsbegeerte en geneeskunde te studeren aan de Universiteit van Padua.

### Start politieke loopbaan
Na zijn studies keerde hij naar Korfoe terug en ging hij aan de slag als arts. In 1797 werden de Ionische Eilanden onderdeel van Frankrijk, maar de Franse bezetting was van korte duur. Twee jaar later werden de eilanden veroverd door de Britten en de Russen en werd de Republiek van de Zeven Eilanden opgericht waar de lokale edelen de regering over kregen. Capodistrias was in 1803 betrokken bij het opstellen van de tweede grondwet van het land en hij werd de eerste minister van de eilandenrepubliek. Deze functie vervulde hij tot de Fransen in 1807 de eilanden heroverden.

### In Russische dienst
Toen de Fransen in 1807 de Ionische Eilanden bezetten, vluchtte Capodistrias naar Rusland en trad daar vervolgens in dienst. Daar was hij actief als diplomaat bij het Russische leger: zijn diplomatieke kwaliteiten waren dermate groot dat hij het bracht tot zaakgelastigde voor Buitenlandse Betrekkingen. Tussen 1813 en 1815 behoorde hij tot de persoonlijke staf van tsaar Alexander I van Rusland voor hij tot diens minister van Buitenlandse Zaken werd benoemd.
Capodistrias speelde dan ook een belangrijke rol voor de Russen bij het Congres van Wenen. De Oostenrijker Friedrich von Gentz omschreef hem als "een man van eer, uiterst integer (...) maar helaas schiet zijn oordeelsvermogen af en toe tekort. Door de wat liberale ideeën die hij erop na hield werd hij ook door Klemens von Metternich gezien als de kwade genius en liet hij hem schaduwen. Capodistrias was toegewijd aan de Russische belangen, maar tegelijkertijd stond hij ook achter de liberalen en nationalisten. Hij probeerde dan ook om zijn liberale ideeën en zijn angst voor een revolutie met elkaar in overeenstemming te brengen.
Als minister van Buitenlandse Zaken vergezelde zijn tsaar enkele malen bij de congressen van de Quadruple Alliantie. Zo was hij aanwezig bij het Congres van Aken in 1818. Twee jaar later was Capodistrias ook present bij het Congres van Troppau. Bij dit congres vertegenwoordigde Capodistrias het standpunt van zijn vorst en pleitte hij dat de alliantie een interventiedoctrine zouden ontwikkelen tegen ieder land dat zijn grondwet dreigde aan te passen en zo een bedreiging zou vormen voor de bestaande orde zoals die was geschapen door het Congres van Wenen. Tevens bleef hij voor de tsaar pleiten voor een vreedzame oplossing.

### In ongenade
Toen de Griekse Onafhankelijkheidsoorlog uitbrak werd hij door de onafhankelijkheidsstrijders benaderd om de tsaar te overtuigen om de Griekse opstandelingen te steunen. Capodistrias ging hier niet op in, omdat hij wist dat de tsaar niet ten strijde zou trekken tegen het Ottomaanse Rijk. Metternich beschuldigde hem  er niettemin van Griekse propaganda te verspreiden. Capodistrias ontkende dit, maar hij was wel besmet geraakt. Hierdoor nam Alexander I afstand van zijn minister en kon hij niet anders dan langdurig verlof te vragen. Hij trok zich terug in Zwitserland en behield tot 1827 zijn ambtstitel van de Russische diplomatische dienst.

### Staatshoofd van Griekenland
Na de bevrijding werd hem dan ook verzocht president te worden van de jonge natie, wat hij met genoegen aanvaardde. Gebruik makend van de ervaring die hij in Rusland had opgedaan reisde hij naar alle Europese hoofdsteden, op zoek naar steun en sympathie voor het kleine Griekenland, dat na vierhonderd jaar Ottomaans bewind en acht uitputtende oorlogsjaren totaal verarmd en verwoest was achtergelaten. Aan het hoofd van zijn voorlopige regering, slaagde Capodistrias in zijn opzet het land te organiseren en het economische en culturele leven in enkele jaren tijd weer op gang te brengen.

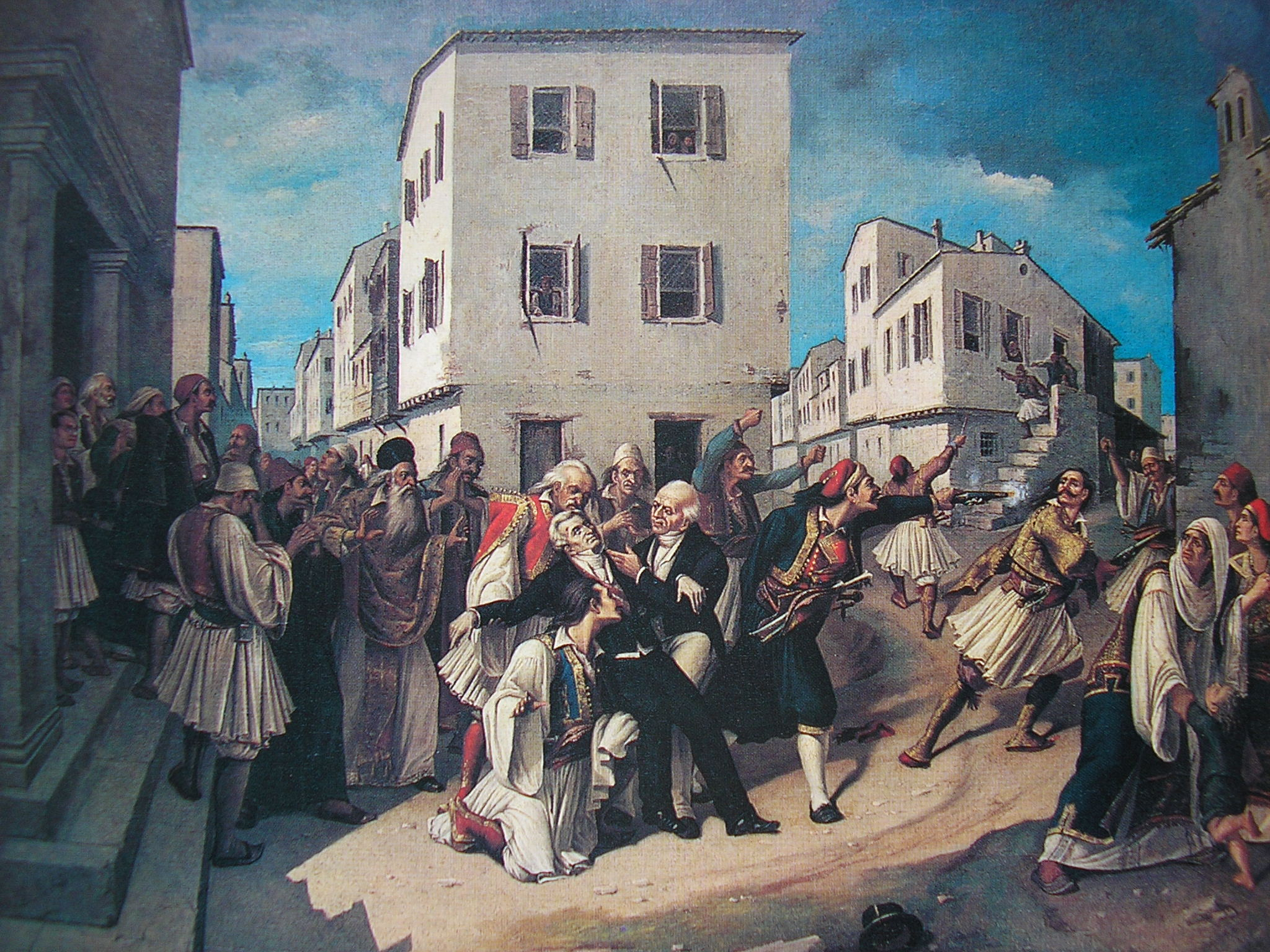
De moord op Capodistrias, geschilderd door Charalambos Pachis.

Toch had hij ook zijn vijanden, die zijn haast obsessionele zin voor orde en wettelijkheid niet altijd wisten te appreciëren. Een deel van de Griekse bevolking beschouwde hem als een tiran die zijn doelen realiseerde ten koste van hun persoonlijke vrijheid. Daarom werd een van de grootste helden van het moderne Griekenland op 27 september 1831 in de straten van de voorlopige hoofdstad Nauplion vermoord door twee broers uit de Mavromichalis-clan, "omdat hij een agent van de Russische tsaar was".

## Trivia
Vóór de invoering van de euro prijkte zijn afbeelding op de Griekse bankbriefjes van 500 drachme, momenteel staat zijn afbeelding ook op het Griekse muntstuk van 20 eurocent.
- Biblioteca Nacional de España: XX1232942
- Bibliothèque nationale de France: cb12918065q (data)
- CiNii: DA14684935
- Gemeinsame Normdatei: 118720791
- Historisch woordenboek van Zwitserland: 021580
- International Standard Name Identifier: 0000 0001 2129 0439
- Library of Congress Control Number: n83031854
- Bibliotheek van het Japanse parlement: 00851661
- Nationale bibliotheek van Australië: 35491997
- Nationale Bibliotheek van Israël: 987007275011905171
- Nationale Bibliotheek van Polen: a0000002227642
- Nationale Bibliotheek van Roemenië: 007715774
- Nederlandse Thesaurus van Auteursnamen: 069974004
- LIBRIS: 66153
- SNAC: w6w09n5d
- Système universitaire de documentation: 052469352
- Trove: 972512
- Virtual International Authority File: 39507057
- WorldCat: E39PBJvxrYKh8VwdX8qFBfRtKd